# Ténira (distrito)
Ténira é um distrito localizado na província de Sidi Bel Abbès, Argélia.[carece de fontes?] Sua capital é a cidade de mesmo nome.

## Comunas
O distrito está dividido em quatro comunas:
- Ténira
- Oued Sefioun
- Benachiba Chelia
- Hassi Dahou